# Santa Cleopatra
Santa Cleopatra (in greco antico Κλεοπάτρα; Monte Tabor, III secolo – 327) è stata una santa vissuta tra il III e il IV secolo.
È venerata dalla Chiesa cattolica e dalla Chiesa ortodossa. La festa dei santi Cleopatra e Giovanni è il 19 ottobre.

## Biografia
Cleopatra proveniva originariamente da un villaggio chiamato Edra vicino al monte Tabor, nella Bassa Galilea.
Era una contemporanea di san Varo e aveva assistito al suo martirio. Dopo la morte di Varo, Cleopatra ne fece portare i resti nella sua casa a Daraa, in Siria, dove li fece seppellire con riverenza.
Cleopatra era una vedova il cui unico figlio si chiamava Giovanni. Nel 319, Giovanni, dopo aver raggiunto il grado di ufficiale di centurione, morì improvvisamente. Cleopatra, addolorata, si rivolse alle reliquie di san Varo, implorando il santo di restituirle suo figlio. Sognò che Varo e Giovanni le apparivano radiosi in abiti luminosi con corone in testa e interpretò questo come un segno che il Signore aveva accolto Giovanni nel Regno dei Cieli e ne era stata confortata.
Si trasferì a vivere vicino alla chiesa che aveva costruito sulle reliquie di san Varo e di suo figlio. I miracoli furono riferiti da persone che erano andate a pregare in chiesa. Cleopatra trascorse i suoi ultimi anni al servizio di Dio. Donò i suoi beni ai poveri e trascorse il suo tempo pregando e digiunando. Morì nel 327.
Oltre a Cleopatra, anche suo figlio Giovanni è riconosciuto come santo nel cristianesimo ortodosso.